# 裕丰围站
裕丰围站是广州地铁7號線和13號線的一座换乘车站，位於中国广东省广州市黄埔区海員路豐樂南路口的地底，于2017年12月28日隨13號線首期开通而启用，2023年12月28日随着7号线二期开通而成为换乘站。

## 車站結構

### 車站樓層
本站共设有兩層。地面為豐樂南路、港前路、规划中的湾区大道、黄埔港码头及其它建築；地下一層為两线站厅；地下二層為13號線站台，7号线的缓冲平台、设备层以及25号线部分预留结构；地下三層為7號線站台。
另外，本站是7號線二期其中一个文化主题站，车站以“港口印象”为设计主题，墙面以彩色的集装箱元素装饰，配合橙色墙柱与蓝色天花管道，还原港口繁忙景象。13号线车站则采用13号线首期车站标准的灰绿色玻璃幕板和贯穿前后两端的波浪吊顶设计。
本站设有三个卫生间和母婴室，分别位于13号线月台往鱼珠方向的一端、7号线站厅付费区中部及付费区靠近D出入口通道旁。
| 地下一层 | 站厅                                         | 售票機、客服中心、商店、警务室、安检设施、卫生间、母婴室 |  |  |
| 地下二层 | 4 站台                                       | █13号线 鱼珠方向（下站：鱼珠）                           |  |  |
|          | 岛式站台（卫生间、母婴室）；前往 █7号线 站台 |                                                          |  |  |
|          | 3 站台                                       | █13号线 新沙方向（下站：双岗）                           |  |  |
|          | 缓冲平台 （7号线）                           | 楼梯連接站厅與 █7号线 站台 车站设备                      |  |  |
|          |                                              | 预留 █25号线 部分结构                                    |  |  |
| 地下三层 | 2 站台                                       | █7号线 美的大道方向（下站：长洲）                        |  |  |
|          | 岛式站台；前往 █13号线 站台                  |                                                          |  |  |
|          | 1 站台                                       | █7号线 燕山方向（下站：大沙東）                          |  |  |

### 站厅
裕丰围站站厅呈「7」字型布置，南北向部分為7號線，東西向部分為13號線。站厅内設有售票機及智能客務中心。
为方便行人进出，7号线站厅西侧部分，13号线站厅中央部分被划分为付费区。两线站厅付费区内均设有一台专用电梯，以及多组扶手电梯和楼梯供乘客来往于站厅及月台。

### 月台以及换乘

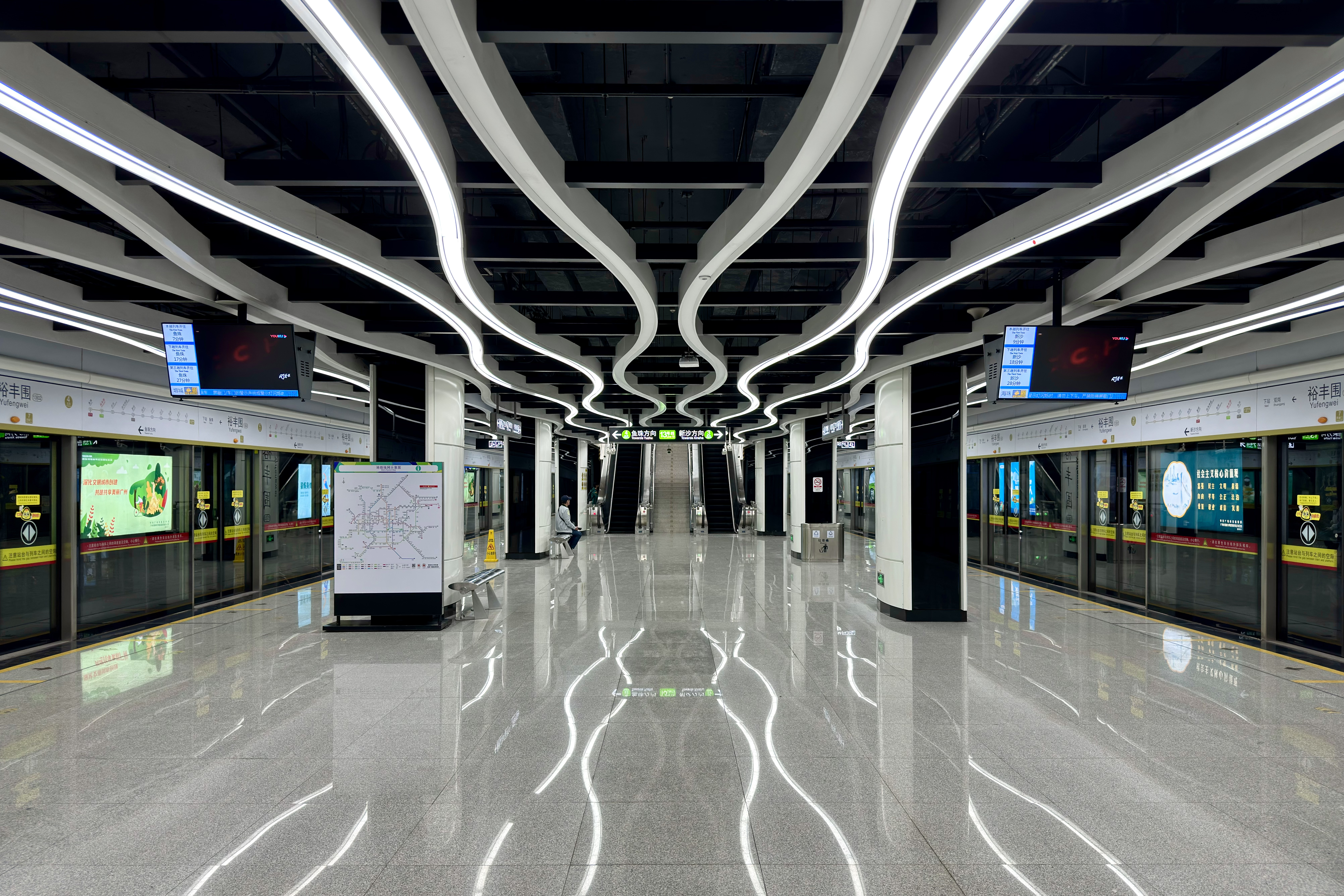
13号线站台

本站7號線和13號線各自设有一個島式月台，7号线在下层，13号线在上层。其中7号线月台位于豐樂南路地底，13号线月台位于规划中的湾区大道地底。在7号线二期开通前夕物料更新时，13号线原有的站台编号变更为3、4号，原1、2两个数字让与7号线使用，以符合广州地铁的站台编号规则。
另外，本站7号线在月台北端位置设有一条单渡线联络上下行正线路轨。
换乘方面，两线通过地下二、三層之間的两段扶手电梯和樓梯連接7號綫月台北端及13號綫月台东端，供乘客在兩線之間换乘；另外亦可通过站厅进行换乘。

4号月台全景图

### 出入口
裕丰围站目前设有5个出入口供乘客进出。其中A、D、E出入口位于7号线站厅，B、C出入口位于13号线站厅。
|                                           |                                                       |      |          |                                                      |
|                                           |                                                       |      |          |                                                      |
| 編號                                      | 设施                                                  | 照片 | 出口指示 | 建議前往的目的地                                     |
| 7号线站厅                                 |                                                       |      |          |                                                      |
| A                                         | 扶手电梯标志                                          |      | 豐樂南路 |                                                      |
| D                                         | 盲道标志 · 扶手电梯标志                               |      | 豐樂南路 |                                                      |
| E                                         | 盲道标志 · 升降机标志 · 无障碍通道标志 · 扶手电梯标志 |      | 豐樂南路 | 裕丰围公交总站（北行）                               |
| 13号线站厅                                |                                                       |      |          |                                                      |
| B                                         | 盲道标志 · 扶手电梯标志                               |      | 豐樂南路 | 港前路、廣州市公安局港航分局、裕丰围公交总站（南行） |
| C                                         | 盲道标志 · 升降机标志 · 无障碍通道标志 · 扶手电梯标志 |      | 豐樂南路 |                                                      |
| 註： 設有 \| 設有 \| 設有 \| 設有扶手電梯 |                                                       |      |          |                                                      |

## 接驳交通
| 公交 \| 编号 \| 编号 \| 线路 \| 线路 \| 线路 \| 收费 \| 运营商 \| 备注 \| \| ---- \| ---- \| -------------------- \| ---- \| ---------------------- \| ---- \| -------- \| ------- \| \| \| 328 \| 天鹅谷（鹅山经济社） \| ↺ \| 长岭居小学（岭南林语） \| 2元 \| 巴士四分 \| 30分/班 \| \| \| 329 \| 地铁鱼珠站 \| ↺ \| 地铁裕丰围站 \| 2元 \| 巴士四分 \| \| \| \| 344 \| 玉树新村 \| ⇆ \| 鱼珠码头 \| 2元 \| 珍宝巴士 \| \| \| \| 348 \| 裕丰围 \| ⇆ \| 奥林匹克体育中心 \| 2元 \| 巴士四分 \| \| |      |                      |      |                        |      |          |         |
| 编号 | 编号 | 线路                 | 线路 | 线路                   | 收费 | 运营商   | 备注    |
| | 328  | 天鹅谷（鹅山经济社） | ↺    | 长岭居小学（岭南林语） | 2元  | 巴士四分 | 30分/班 |
| | 329  | 地铁鱼珠站           | ↺    | 地铁裕丰围站           | 2元  | 巴士四分 |         |
| | 344  | 玉树新村             | ⇆    | 鱼珠码头               | 2元  | 珍宝巴士 |         |
| | 348  | 裕丰围               | ⇆    | 奥林匹克体育中心       | 2元  | 巴士四分 |         |

## 历史
本站最早出現在2003年的地鐵規劃方案中，當時是5號線和7號線的換乘站，位置已與現時大致相同。其後方案局部修改，本站成為當時14號線和7號線的換乘站。隨後在2008年方案中，原14號線被分拆重組成多條線路，最終本站確定成為13號線和7號線的換乘站，並隨13號線首期動工興建，在建設時已经在車站東端預留換乘節點和7號線月台部分結構。其後規劃新增的25號線亦經過本站，本站成為三線換乘站。
本站规划和建设时被称作豐樂路站，在13號線首期各站初定站名公示中，本站定名裕丰围站。最終經廣州地鐵集團申報，廣州市民政局地名辦確定以裕丰围站作為車站正式名稱。
2017年1月10日，13號線車站主體結構封頂。12月28日，本站隨13號線首期開通而啟用。
7号线车站已于2022年11月30日实现主体结构封顶，2023年1月全面进入机电施工阶段。车站的A出入口亦于2023年2月17日起暂时关闭以配合7号线站厅施工时部分改建。
2023年10月31日，7号线车站完成“三权”移交。12月28日12时，车站7号线部分随7号线二期开通运营而正式启用，本站成为换乘车站。

### 事件
2020年5月22日，受当天凌晨广州的特大暴雨影响，13号线全线停運。本站亦隨之停運關閉，至5月29日隨魚珠至沙村段恢復運營而重開。

## 未來發展

### 25號線
規劃中的25號線亦會設有裕豐圍站，车站设于港前路，13號線車站以南，令本站成為廣州地鐵的三線換乘樞紐之一。7號線二期在建設時已預留25號線的換乘節點，惟25號線仍屬遠期規劃，未有建設時間表。